# West Island (Illes Cocos)
West Island (en malai: Pulau Panjang, en malai de Cocos: Pulu Panjang) és la capital de les Illes Cocos. La població és d'aproximadament 120 habitants, i consisteix principalment de persones d'origen europeu. És la menys poblada de les dues illes habitades (l'altra és Home Island). Formà part de la plantació Clunies-Ross plantació i s'hi va construir un aeròdrom durant la Segona Guerra Mundial. A l'illa s'hi poden trobar tots els edificis de govern, l'aeroport, una botiga i allotjament turístic. El novembre de 2013 es va saber que l'Australian Signals Directorate opera una estació d'escolta a West Island. Des de la vista de satèl·lit de Google es poden veure clarament un sistema d'antena Wullenweber i un altre d'Adcock, així com dues antenes parabòliques.

## Educació
La Cocos Islands District High School opera un campus primari i secundari en West Island. La majoria dels estudiants d'aquell campus provenen del continent australià.

## Edificis i monuments
West Island està dominada per cases històriques i modulars construïdes amb ciment d'amiant i parcialment prefabricades a Austràlia. Cal distingir-ne dos tipus: les cases tipus T, anomenades així per la seva forma, es van construir durant la dècada de 1950 i es van reformar el 1979. Tenen tres habitacions, una cuina, un bany, un saló i un vestíbul. Les de tipus 2 també foren construïdes a la dècada de 1950, compta amb el mateix nombre d'habitacions, però a més tenen una gran sala que es fusiona amb un vestíbul.
L'edifici històric d'administració del govern es va construir el 1953. A prop de l'edifici governamental, hi ha cases de tipus 2 que creen millors condicions climàtiques.
El disseny i els edificis són inusuals, possiblement únics a Austràlia.
Altres edificis catalogats són els antics Qantas Huts, que són rars exemples de residències d'història de l'aviació australiana de l'època, com ara les rutes aèries entre Perth i Johannesburg a través de l'oceà Índic i una escala a l'aeroport. Aquests edificis també van servir al govern d'Indonèsia per a vols militars i privats durant la dècada de 1960. Consten de sis habitacions, estan construïdes amb ciment d'amiant i recobertes de fusta i equipades amb un porxo orientat al nord. Es troben a la carretera de Sydney, a la cantonada de l'avinguda Clunies-Ross de l'illa.
La mesquita de West Island té una importància històrica i serveix per a la pràctica religiosa de la comunitat malaia de Cocos. L'edifici de la mesquita es trobava originalment a Direction Island, on va funcionar fins a 1966 com a estació de rescat aeri i marítim.

## Patrimoni
A West Island es poden trobar diferents emplaçaments considerats béns d'interès cultural:
- Morea Close: Administration Building Forecourt[7]
- Air Force Road: Direction Island Houses[8]
- Qantas Close: Government House[9]
- Sydney Highway: Qantas Huts[5]
- RAAF Memorial[10]
- Air Force Road: Type 2 Residences[11]
- William Keeling Crescent: Type T Houses Precinct[12]
- Orion Close: West Island Elevated Houses[3]
- Air Force Road: West Island Housing Precinct[4]
- Alexander Street: West Island Mosque[6]